# 岐阜足球會
岐阜足球會（FC Gifu），一般稱為FC岐阜，是位於岐阜縣岐阜市的足球會。在奪得日本足球聯賽季軍後，球會得到升級資格並會在2008年的日本職業足球乙級聯賽中作賽。球隊的主色為綠色。

## 球會歷史
於2001年，球隊創立；並於2007年升級至日本足球聯賽作賽。在2007年賽季，FC岐阜以第三名的成績獲得升級資格。2007年12月3日，日本職業足球聯賽終於承認其升級資格。

## 隊徽
隊徽的設計是代表岐阜縣。上方的山脈是代表北方的山脈。花是岐阜縣花。 綠、藍、紅的三道條紋，代表縣內的木曾三川。至於外貌似頭盔的圖像是代表德川家在關原之戰取得勝利。

## 外部連結
- F.C. Gifu Official Website （页面存档备份，存于） （日語）

|